# أستون مور
أستون مور (بالإنجليزية: Aston Moore) هو منافس ألعاب قوى بريطاني، ولد في 8 فبراير 1956 في جامايكا.

## وصلات خارجية
- أستون مور على موقع أوليمبيديا (الإنجليزية)